# Buire
Pour les articles homonymes, voir Buire (homonymie).
Buire est une commune française située dans le département de l'Aisne en région Hauts-de-France.

## Géographie
Buire se trouve en Thiérache, au sud-ouest de la commune d'Hirson.
- 1Carte dynamique
- 2Carte OpenStreetMap
- 3Carte topographique
- 4Carte avec les communes environnantes

### Communes limitrophes
Buire est limitrophe de cinq communes : La Hérie, Origny-en-Thiérache, Neuve-Maison, Hirson, Éparcy.

### Hydrographie
La commune est située dans le bassin Seine-Normandie. Elle n'est drainée par aucun cours d'eau,.

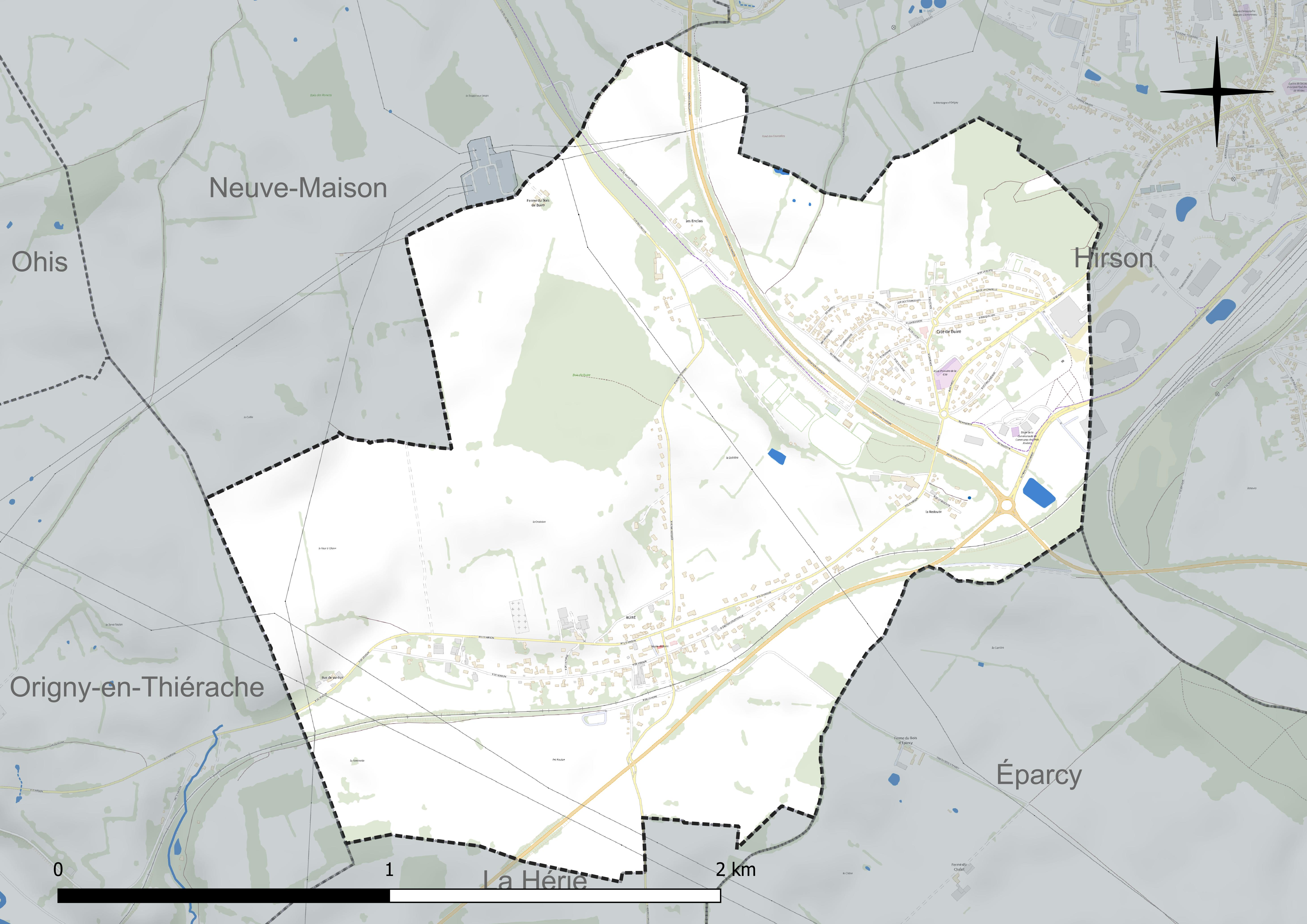
Réseau hydrographique de Buire.

### Climat
Pour des articles plus généraux, voir Climat des Hauts-de-France et Climat de l'Aisne.
En 2010, le climat de la commune est de type climat des marges montargnardes, selon une étude du CNRS s'appuyant sur une série de données couvrant la période 1971-2000. En 2020, Météo-France publie une typologie des climats de la France métropolitaine dans laquelle la commune est exposée à un climat océanique altéré et est dans la région climatique Nord-est du bassin Parisien, caractérisée par un ensoleillement médiocre, une pluviométrie moyenne régulièrement répartie au cours de l'année et un hiver froid (3 °C).
Pour la période 1971-2000, la température annuelle moyenne est de 9,6 °C, avec  une amplitude thermique annuelle de 15,1 °C. Le cumul annuel moyen de précipitations est de 915 mm, avec 13 jours de précipitations en janvier et 9,8 jours en juillet. Pour la période 1991-2020 la température moyenne annuelle observée sur la station météorologique la plus proche, située sur la commune de Fontaine-lès-Vervins à 12 km à vol d'oiseau, est de 10,5 °C et le cumul annuel moyen de précipitations est de 826,3 mm,. Pour l'avenir, les paramètres climatiques de la commune estimés pour 2050 selon différents scénarios d'émission de gaz à effet de serre sont consultables sur un site dédié publié par Météo-France en novembre 2022.

## Urbanisme

### Typologie
Au 1er janvier 2024, Buire est catégorisée petite ville, selon la nouvelle grille communale de densité à 7 niveaux définie par l'Insee en 2022.
Elle appartient à l'unité urbaine de Hirson, une agglomération intra-départementale dont elle est une commune de la banlieue,. Par ailleurs la commune fait partie de l'aire d'attraction d'Hirson, dont elle est une commune du pôle principal,. Cette aire, qui regroupe 26 communes, est catégorisée dans les aires de moins de 50 000 habitants,.

### Occupation des sols
L'occupation des sols de la commune, telle qu'elle ressort de la base de données européenne d'occupation biophysique des sols Corine Land Cover (CLC), est marquée par l'importance des territoires agricoles (70,4 % en 2018), en diminution par rapport à 1990 (74,4 %). La répartition détaillée en 2018 est la suivante : 
prairies (55,5 %), zones urbanisées (19,5 %), terres arables (10,2 %), forêts (8,2 %), zones agricoles hétérogènes (4,7 %), zones industrielles ou commerciales et réseaux de communication (2 %).
L'évolution de l'occupation des sols de la commune et de ses infrastructures peut être observée sur les différentes représentations cartographiques du territoire : la carte de Cassini (XVIIIe siècle), la carte d'état-major (1820-1866) et les cartes ou photos aériennes de l'IGN pour la période actuelle (1950 à aujourd'hui).

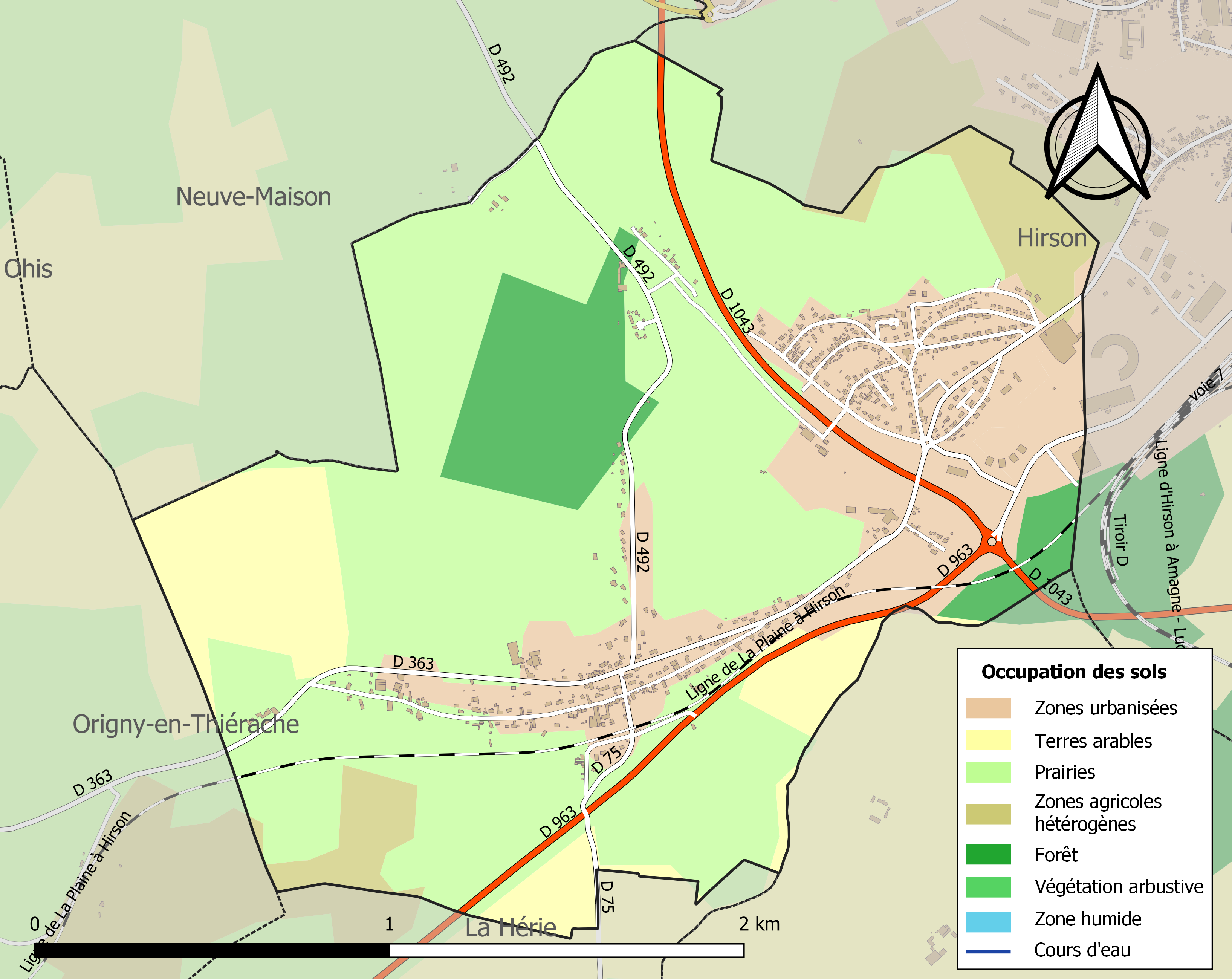
Carte des infrastructures et de l'occupation des sols de la commune en 2018 (CLC).

## Toponymie
- Noms anciens : Bures (1145), Buirez (1161), Haia de Buirnes (1170), Buyres (1385) - Source : La toponymie de la Thiérache - Marie-Thérèse Morlet - Revue internationale d'onomastique - Année 1953 - p. 278. - Autres : Buire (1148), Buires (1156), Bureus (1185) - Source inconnue.
- Etymologie : Connaître l'origine du nom de la localité n'est pas simple au regard des transcriptions phonétiques évolutives dans le temps et influencées par plusieurs langues successives. A l'instar de nombreuses localités de la région, l'origine du nom serait d'origine franque. Buire serait issu de l'oïl beur, buire, bure, féminin « hutte , habitation , étable », d'abord au pluriel[15].

## Histoire
Buire appartenait à l'abbaye de Bucilly. Les seigneurs de Guise en étaient avoués au XIIe siècle, et paraissent en avoir gardé la seigneurie plusieurs siècles.

## Politique et administration

### Découpage territorial
La commune de Buire est membre de la communauté de communes des Trois Rivières, un établissement public de coopération intercommunale (EPCI) à fiscalité propre créé le 29 décembre 1995 dont le siège est à Buire. Ce dernier est par ailleurs membre d'autres groupements intercommunaux.
Sur le plan administratif, elle est rattachée à l'arrondissement de Vervins, au département de l'Aisne et à la région Hauts-de-France. Sur le plan électoral, elle dépend du  canton d'Hirson pour l'élection des conseillers départementaux, depuis le redécoupage cantonal de 2014 entré en vigueur en 2015, et de la troisième circonscription de l'Aisne  pour les élections législatives, depuis le dernier découpage électoral de 2010.

### Administration municipale
| Période                                  | Période                       | Identité        | Étiquette | Qualité                        |
| ---------------------------------------- | ----------------------------- | --------------- | --------- | ------------------------------ |
| Les données manquantes sont à compléter. |                               |                 |           |                                |
| 1791                                     | 1791                          | Lefèvre         |           |                                |
| Les données manquantes sont à compléter. |                               |                 |           |                                |
| 1925                                     | 1929                          | Louis Losio     | SFIO      | Cheminot                       |
| mars 1983                                | En cours (au 11 juillet 2020) | Maurice Demeaux | PCF       | Réélu pour le mandat 2020-2026 |

## Population et société

### Démographie
L'évolution du nombre d'habitants est connue à travers les recensements de la population effectués dans la commune depuis 1793. Pour les communes de moins de 10 000 habitants, une enquête de recensement portant sur toute la population est réalisée tous les cinq ans, les populations de référence des années intermédiaires étant quant à elles estimées par interpolation ou extrapolation. Pour la commune, le premier recensement exhaustif entrant dans le cadre du nouveau dispositif a été réalisé en 2008.

En 2022, la commune comptait 822 habitants, en évolution de −5,63 % par rapport à 2016 (Aisne : −1,97 %, France hors Mayotte : +2,11 %).
| 1793 | 1800 | 1806 | 1821 | 1831 | 1836 | 1841 | 1846 | 1851 |
| ---- | ---- | ---- | ---- | ---- | ---- | ---- | ---- | ---- |
| 205  | 191  | 172  | 202  | 304  | 300  | 283  | 290  | 317  |

| 1856 | 1861 | 1866 | 1872 | 1876 | 1881 | 1886 | 1891 | 1896 |
| ---- | ---- | ---- | ---- | ---- | ---- | ---- | ---- | ---- |
| 308  | 301  | 277  | 293  | 294  | 325  | 324  | 279  | 523  |

| 1901 | 1906 | 1911 | 1921 | 1926 | 1931  | 1936  | 1946 | 1954 |
| ---- | ---- | ---- | ---- | ---- | ----- | ----- | ---- | ---- |
| 424  | 389  | 374  | 520  | 975  | 1 228 | 1 006 | 717  | 952  |

| 1962 | 1968 | 1975 | 1982 | 1990 | 1999 | 2006 | 2008 | 2013 |
| ---- | ---- | ---- | ---- | ---- | ---- | ---- | ---- | ---- |
| 930  | 911  | 785  | 857  | 868  | 892  | 879  | 875  | 878  |

| 2018 | 2022 | - | - | - | - | - | - | - |
| ---- | ---- | - | - | - | - | - | - | - |
| 867  | 822  | - | - | - | - | - | - | - |

## Culture locale et patrimoine

### Lieux et monuments

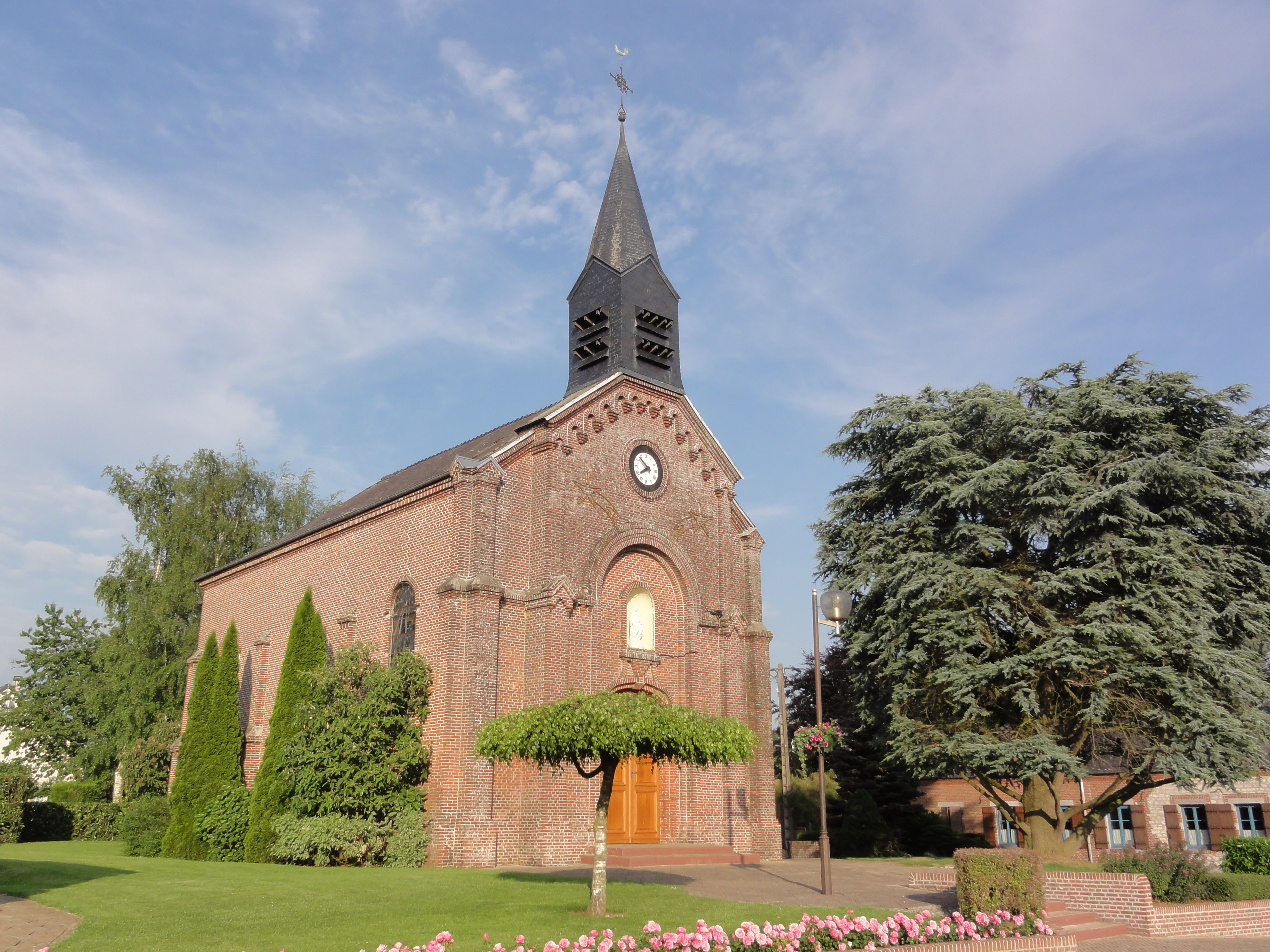
L'église de la Nativité-de-la-Sainte-Vierge.
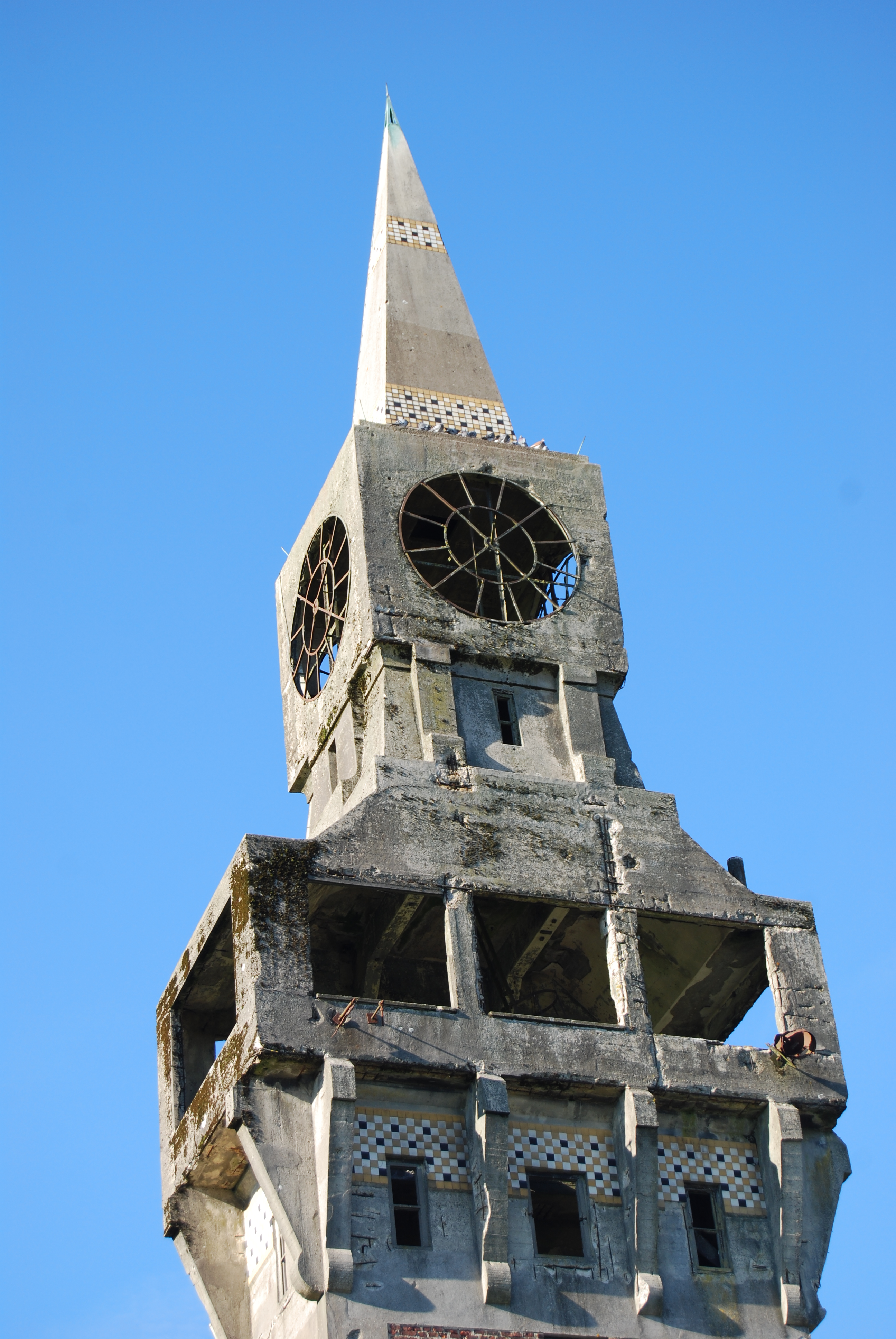
La tour Florentine.
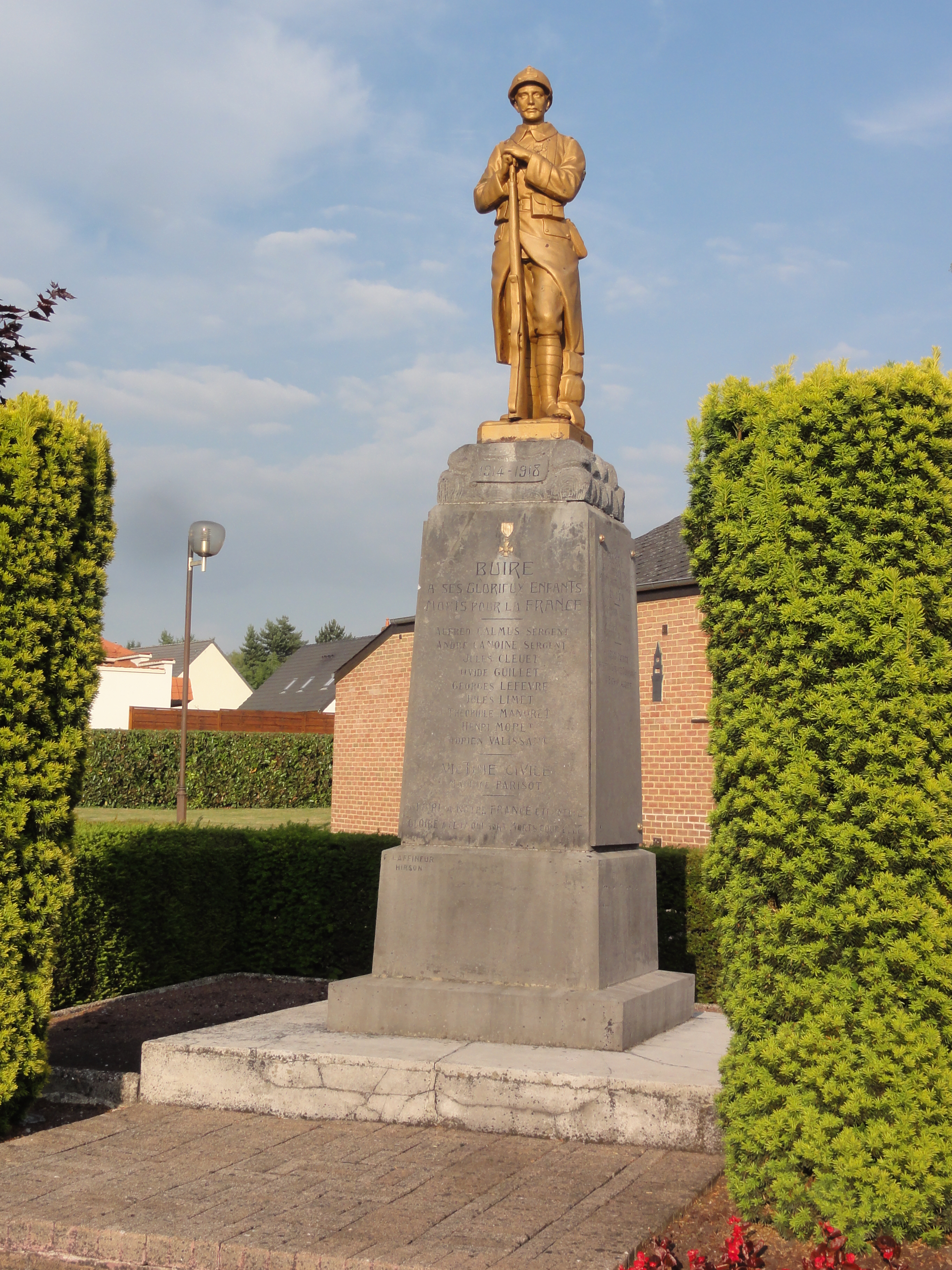
Le monument aux morts.
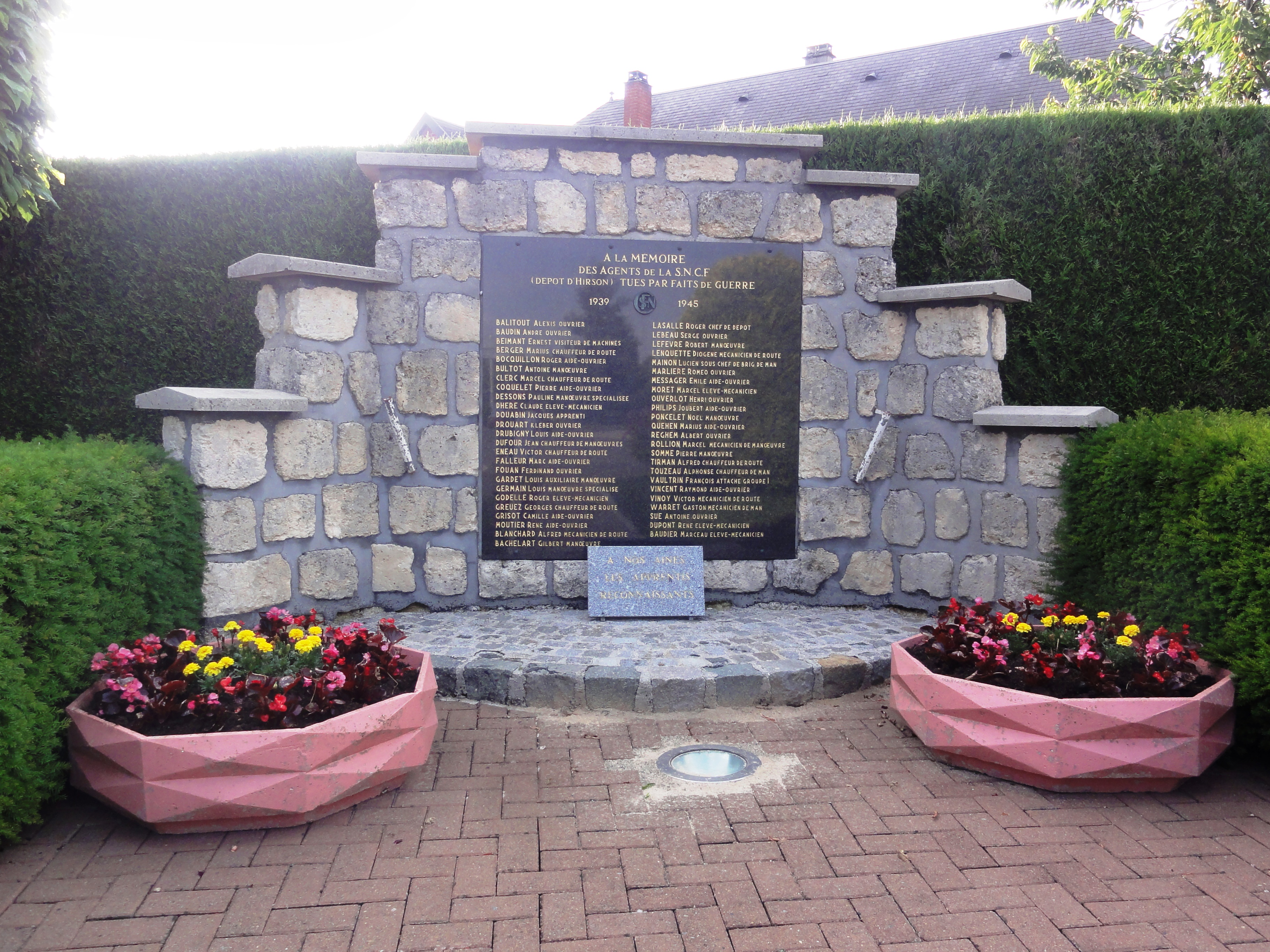
Le mémorial 1939-1945 des agents de la SNCF.
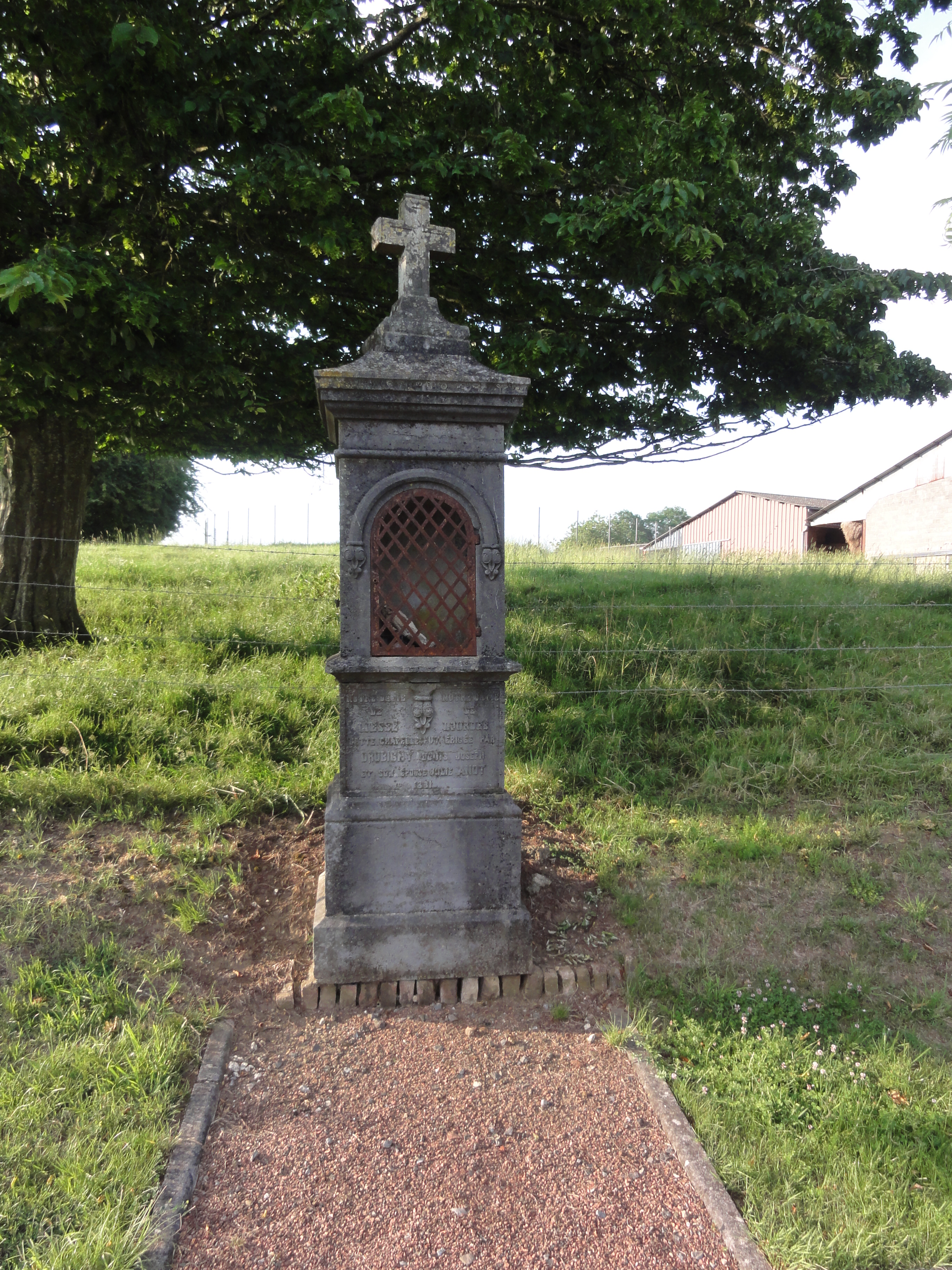
L'oratoire N. D. de Liesse, N.D. de Lourdes.
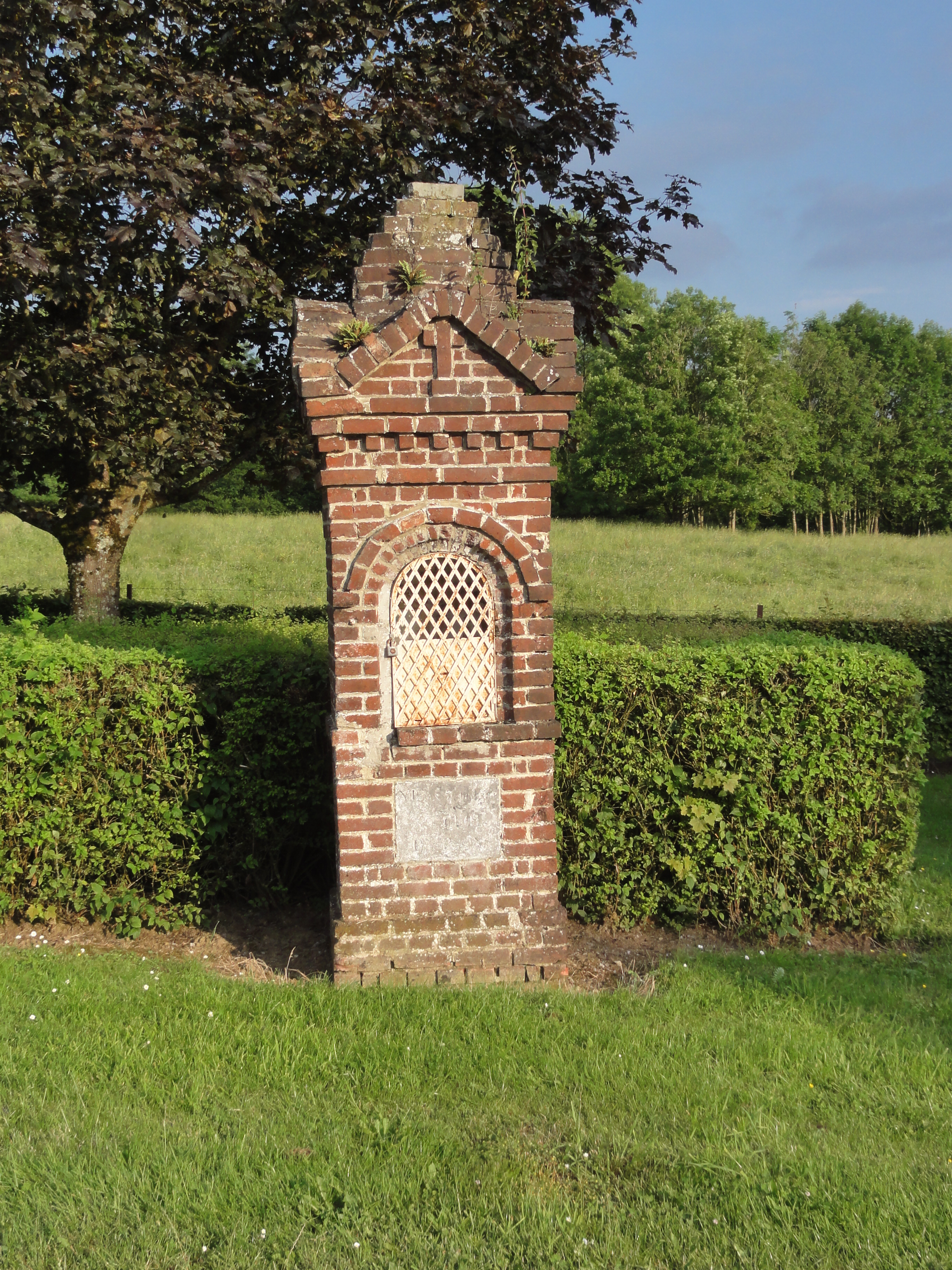
L'oratoire N. D. des Sept Douleurs.

- Église de la Nativité-de-la-Sainte-Vierge.
- Fort Dubois.
- Oratoire Notre-Dame-de-Liesse-et-Notre-Dame-de-Lourdes : L'édicule se distingue de ses contemporains par un décor mouluré et une inscription sculptée en relief méplat, qui rappelle sa fondation en 1881 par Louis Joseph Drubigny et son épouse[25].
- Tour Florentine.

### Personnalités liées à Buire
- De nombreux résistants liés à la SNCF, notamment. Parmi ceux-là : Fortuné François Stévenot, chef de manœuvre SNCF et résistant FTP, de nationalité belge. Né le 13 mars 1902 à Plomion (Aisne), il est l'objet d'une dénonciation[26]. Arrêté comme communiste et détenteur d'armes, il est incarcéré dans l'une des prisons parisiennes (Fresnes, La Santé, Le Cherche-Midi). Le vendredi 10 juillet 1942, il part avec quarante-neuf autres prisonniers de Paris pour l'Allemagne dans le convoi I.44[27]., à destination du SS-Sonderlager d'Hinzert, avec trente-neuf autres personnes classées "NN" (Nacht und Nebel). Il meurt en déportation au camp de Brieg-sur-Oder (Haute-Silésie) le 18 juillet 1944[28]. Son nom figure sur la plaque commémorative apposée dans le hall de la gare d'Hirson.
- Pierre André, sénateur et homme politique français, ancien maire de Saint-Quentin (Aisne), est né à Buire.

### Héraldique
| Blason de Buire | Blason  | Écartelé : au 1er d'argent à trois fasces de gueules, au 2d d'azur à l'étoile d'or senestrée d'une crosse contournée du même, au 3e d'azur à trois fleurs de lis d'or et à la bordure de gueules, au 4e de sinople au mulet d'argent chargé du même en chef et à la roue de moulin de sable* en pointe; sur le tout, d'or au lion de gueules. |
| Blason de Buire | Détails | * Il y a là non-respect de la règle de contrariété des couleurs : ces armes sont fautives (roue de sable sur champ de sinople). Le statut officiel du blason reste à déterminer. |